# Lago de Lovenex
O Lago Lovenex é um lago localizado no município de St-Gingolph, Valais, Suíça. Este lago está localizado uma altitude de 1632 m próximo ao Monte Gardy. O lago apresenta uma superfície de 4,7 hectares (12 acres).